# Dianchang
Dianchang (kinesiska: 电厂, 电厂街道) är en socken i Kina. Den ligger i provinsen Jiangsu, i den östra delen av landet, omkring 290 kilometer nordväst om provinshuvudstaden Nanjing. Antalet invånare är 2418. Befolkningen består av 623 kvinnor och 1 795 män. Barn under 15 år utgör 7,0 %, vuxna 15-64 år 88 %, och äldre över 65 år 3,0 %.
Genomsnittlig årsnederbörd är 961 millimeter. Den regnigaste månaden är juli, med i genomsnitt 205 mm nederbörd, och den torraste är januari, med 12 mm nederbörd.